# Zürisee Unihockey
Zürisee Unihockey ist ein Schweizer Unihockeyverein aus Zumikon, Küsnacht und Herrliberg. Zürisee Unihockey ZKH stellt sowohl ein Herrenteam in der 3. Liga Grossfeld als auch ein Damenteam in der 1. Liga Grossfeld.

## Geschichte
Der Verein entstand 2007 durch die Fusion der Unihockeyvereine Küsnacht-Herrliberg und Zumikon – das Kürzel ZKH erinnert noch heute an diese Herkunft. Mittlerweile zählt Zürisee Unihockey rund 250 aktive Mitglieder – von den Junioren F im Alter von sieben bis neun Jahren bis hin zu über 40-jährigen „Urgesteinen“ des Vereins.
In der Saison 2024/25 nehmen sechzehn Teams an der Meisterschaft teil. Zu den jüngsten Erfolgen zählen der Aufstieg der Herren in die 3. Liga Grossfeld, die Gruppensiege der Junioren C sowie deren Podestplätze an den regionalen Meisterschaften. In der Saison 2024/25 holt die U21 den Meistertitel und schafft den Aufstieg von der U21 D in die U21 C.

## Halle
Die Mannschaften tragen ihre Heimspiele in der Sporthalle Farlifang in Zumikon aus.